# Zethus frederickorum
Zethus frederickorum är en stekelart som beskrevs av Garcete-barrett 2002. Zethus frederickorum ingår i släktet Zethus och familjen Eumenidae. Inga underarter finns listade i Catalogue of Life.